# Hervin Farm British Cemetery
Hervin Farm British Cemetery is een Britse militaire begraafplaats met gesneuvelden uit de Eerste Wereldoorlog, gelegen in de Franse gemeente Saint-Laurent-Blangy in het departement Pas-de-Calais. De begraafplaats ligt 1700 m ten oosten van het centrum (gemeentehuis) aan het einde van een 85 m lang pad vanaf de Rue d'Arras. Ze werd ontworpen door Noel Rew en ligt enkele meters lager dan het straatniveau, waardoor men een trap met een twaalftal treden moet afdalen om ze te bereiken. De begraafplaats heeft een onregelmatig grondplan die omgeven is door een muur van gekloven silexstenen afgedekt met natuurstenen blokken. Het Cross of Sacrifice staat bijna centraal op de begraafplaats. 
Er worden 51 doden herdacht waaronder 3 niet geïdentificeerde.

## Geschiedenis
Tot 9 april 1917 liep het front dwars door de gemeente. Op deze eerste dag van de Slag bij Arras werd Hervin Farm door de 9th (Scottish) Division ingenomen waarna deze begraafplaats door gevechtseenheden en veldhospitalen werd aangelegd. Bijna alle slachtoffers vielen in deze maand. Later werden nog drie doden bijgezet.

## Onderscheiden militairen
- Charles Gosling, brigade-generaal bij de General Staff werd vereerd met het lidmaatschap in de Orde van Sint-Michaël en Sint-George (CMG).
- Hedworth George Ailwyn Fellowes, kapitein bij de 11th King Edward's Own Lancers (Probyn's Horse) werd onderscheiden met het Military Cross (MC).
- John Walker, sergeant bij de Seaforth Highlanders werd onderscheiden met de Distinguished Conduct Medal (DCM).